# Michael Hayes (Politiker)
Michael Hayes (* 1. Dezember 1889; † 11. Juli 1976) war ein irischer Universitätsprofessor und Politiker. Er war Außen- sowie Bildungsminister der Republik Irland und langjähriger Vorsitzender des Unterhauses (Ceann Comhairle).

## Biografie
Hayes absolvierte ein Studium der irischen Sprache. Neben seiner politischen Laufbahn wurde er 1951 zum Professor für die irische Sprache an das University College of Dublin (UCD) berufen.
Seine politische Laufbahn begann er 1921, als er zunächst als Kandidat der Sinn Féin zum Abgeordneten des Unterhauses (Dáil Éireann) gewählt wurde, wo er in den folgenden Jahren überwiegend den Universitätswahlkreis der National University of Ireland vertrat. 1922 trat er dann der Cumann na nGaedheal bei.
In den provisorischen Regierungen des Dáil war er während der Amtszeiten von Arthur Griffith und William Thomas Cosgrave zwischen Januar und September 1922 Erziehungsminister. Zugleich ernannte ihn Cosgrave am 21. August 1922 zum Außenminister, allerdings schied er am 9. September 1922 aus der Regierung aus.
Am gleichen Tag wurde er vom Unterhaus zu dessen Vorsitzenden (Ceann Comhairle) gewählt und übte dieses Amt fast zehn Jahre bis zum 9. März 1932 aus und gehört damit zu den Parlamentspräsidenten mit den längsten Amtszeiten. 1933 gelang es Hayes allerdings nicht, sein Abgeordnetenmandat zu verteidigen, so dass er aus dem Unterhaus ausschied.
Erst 1938 kehrte er ins politische Leben zurück, als er als Kandidat der Fine Gael zum Mitglied des Senats (Seanad Éireann) gewählt wurde. Zunächst vertrat er dort bis 1948 die Gruppe der Verwaltung, ehe er anschließend bis 1965 überwiegend die Gruppe Kultur und Erziehung vertrat. Zwischen 1954 und 1957 wurde er von Premierminister (Taoiseach) John A. Costello zum Senator nominiert.